# Jake Gervase
Jake Gervase (Davenport, 18 settembre 1995) è un giocatore di football americano statunitense che milita nel ruolo di safety per i Los Angeles Rams della National Football League (NFL).

## Carriera

### Los Angeles Rams
Gervase firmò con i Los Angeles Rams dopo non essere stato scelto nel Draft NFL 2019. Fu svincolato il 31 agosto 2019 e rifirmò con la squadra di allenamento il giorno successivo. Fu promosso nel roster attivo il 19 ottobre 2019. Debuttò nella NFL il giorno successivo nel 37-10 contro gli Atlanta Falcons, giocando uno snap in difesa e 13 negli special team.
Il 25 luglio 2020, Gervase fu svincolato dai Rams. Rifirmò con il club il 14 agosto 2020. Fu svincolato il 4 settembre 2020. Rifirmò con la squadra di allenamento il 3 novembre 2020.
Il 31 agosto 2021, Gervase fu svincolato dai Rams. Rifirmò con la squadra di allenamento il 24 settembre 2021. Fu promosso nel roster attivo il 12 gennaio 2022. Nella stagione regolare 2021 disputò due partite negli special team mettendo a segno due tackle. Nei playoff 2021-2022 scese in campo in tutte e quattro le gare dei Rams, incluso la vittoriosa partecipazione al Super Bowl LVI contro i Cincinnati Bengals.

## Palmarès
- Super Bowl : 1

Los Angeles Rams: LVI
- National Football Conference Championship: 1

Los Angeles Rams: 2021